# Campeonato Asiático de Hockey sobre Patines de 2001
El IX Campeonato Asiático de Hockey sobre Patines se celebró en la ciudad taiwanesa de Taichung entre el 1 y el 5 de octubre de 2001 con la participación de seis Selecciones nacionales masculinas de hockey patines, dentro de los Campeonatos de Asia de Patinaje, junto a los respectivos campeonatos asiáticos de otras modalidades de este deporte.
En esta edición se disputó el campeonato en sus modalidades masculina y femenina.

## Equipos participantes
Participaron seis de las ocho selecciones nacionales que habían disputado el anterior campeonato de 1999, excepto China -cuarta clasificada- y Pakistán -octava clasificada-.
| Japón (1)           |
| Corea del Norte (2) |
| Macao (3)           |
| India (4)           |
| Taiwán (6)          |
| Corea del Sur (7)   |

## Clasificación final
| 1. Corea del Norte |
| 2. Macao           |
| 3. Japón           |
| 4. India           |
| 5. Corea del Sur   |
| 6. Taiwán          |